# Asbjørn Haugstvedt
Asbjørn Haugstvedt (20. november 1926 i Bergen – 26. juni 2008) var en norsk politiker (KrF). Han blev valgt til Stortinget fra Bergen i 1969. Han var handelsminister fra 1983 til 1986 i Regeringen Kåre Willoch. Han var 2. næstformand i Kristelig Folkeparti i 1971–1975 og næstformand i Kristelig Folkeparti i 1977–1983. Haugstvedt var parlamentarisk leder for Kristelig Folkeparti 1972–1973. 
Han sov stille ind på Domkirkehjemmet i Bergen 26. juni 2008, 81 år gammel.. 

## Reference
1. ↑  "KrF-politikeren Asbjørn Haugstvedt er død". Arkiveret fra originalen 4. august 2008. Hentet 12. oktober 2009.

## Ekstern Henvisning
- Stortinget.no – Biografi